# Bryum
Genre

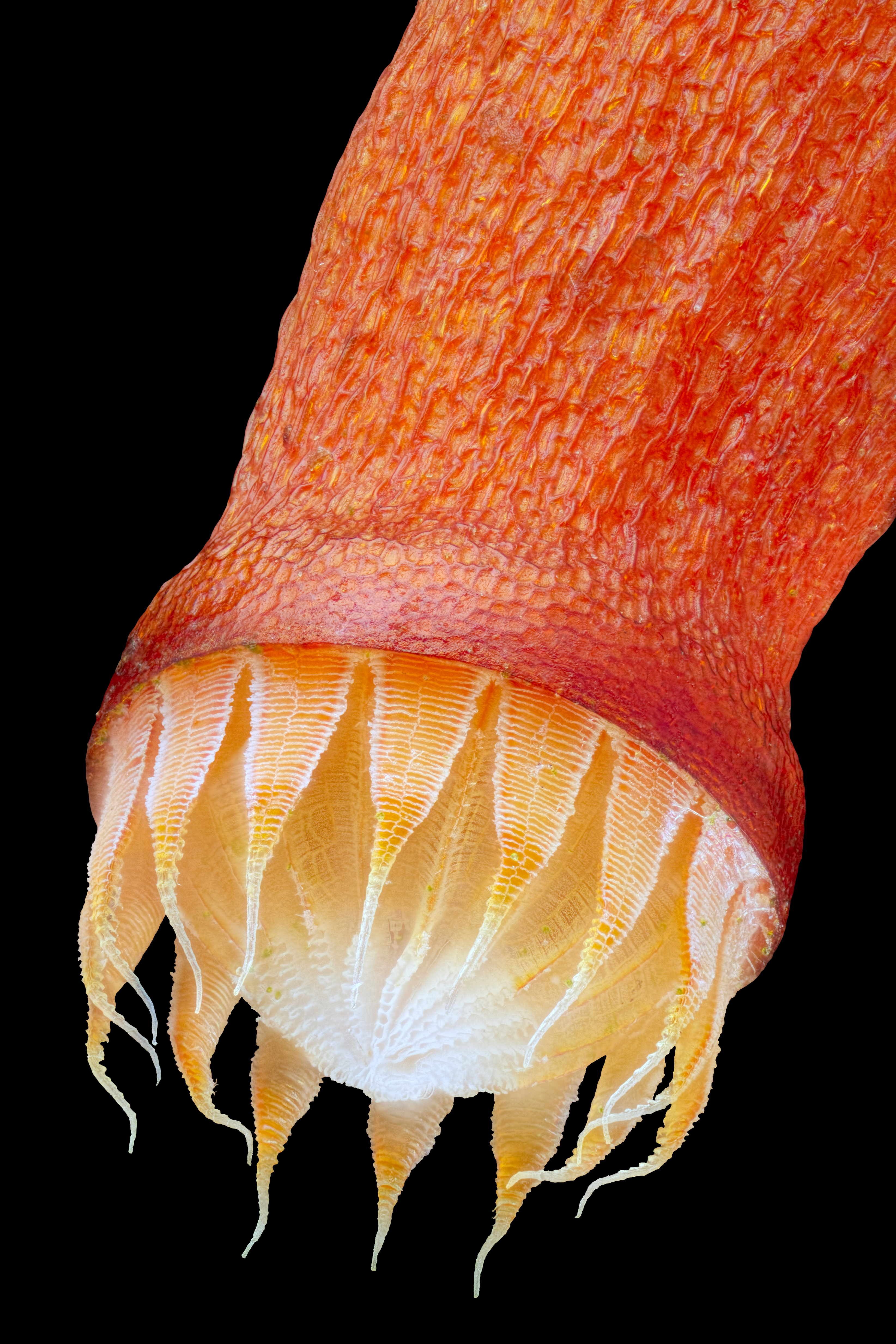
Péristome du sporophyte de Bryum capillare

Bryum est un genre de bryophytes, c'est-à-dire de mousses végétales. En 2005, la classification a été modifiée et certaines espèces ont été placées dans les genres Rosulabryum et Ptychostomum,.

## Liste d'espèces
Selon ITIS (28 avril 2010) :
- Bryum algovicum var. algovicum  Sendtn. ex C. Müll.
- Bryum algovicum var. rutheanum  (Warnst.) Crundw.
- Bryum capillare var. barbatum  (C. Jens.) Podp.
- Bryum capillare var. capillare  Hedw.
- Bryum capillare var. ferchelii  (Brid.) Bruch & Schimp. in B.S.G.
- Bryum lisae var. cuspidatum  (Bruch & Schimp. in B.S.G.) Marg.
- Bryum longisetum var. labradorense  (Philib.) C. Jens.
- Bryum longisetum var. longisetum  Bland. ex Schwaegr.
- Bryum aeneum  Blytt ex Bruch & Schimp. in B.S.G.
- Bryum algovicum  Sendtn. ex C. Müll.
- Bryum alpinum  Huds. ex With.
- Bryum amblyodon  C. Muell.
- Bryum apiculatum  Schwaegr.
- Bryum arcticum  (R. Br.) Bruch & Schimp. in B.S.G.
- Bryum argenteum  Hedw.
- Bryum axel-blyttii  Kaur. ex Philib.
- Bryum billarderi  Schwaegr.
- Bryum blindii  Bruch & Schimp. in B.S.G.
- Bryum bornholmense  Winkelm. & Ruthe
- Bryum brachyneuron  Kindb. in J. M. Mac.
- Bryum caespiticium  Hedw.
- Bryum calobryoides  Spence
- Bryum calophyllum  R. Br.
- Bryum canariense  Brid.
- Bryum capillare  Hedw.
- Bryum coronatum  Schwaegr.
- Bryum curvatum  Kaur. & Arnell
- Bryum cyclophyllum  (Schwaegr.) Bruch & Schimp. in B.S.G.
- Bryum dichotomum  Hedw.
- Bryum erythroloma  (Kindb.) Syed
- Bryum flaccidum  Brid.
- Bryum gemmascens  Kindb.
- Bryum gemmilucens  Wilcz. & Dem.
- Bryum gemmiparum  de Not.
- Bryum hagenii  Limpr.
- Bryum incrassatolimbatum  Card.
- Bryum klinggraeffii  Schimp. in Klinggr.
- Bryum knowltonii  Barnes
- Bryum lisae  de Not.
- Bryum lonchocaulon  C. Muell.
- Bryum longisetum  Bland. ex Schwaegr.
- Bryum marratii  Hook. f. & Wils. ex Wils.
- Bryum meesioides  Kindb. in Mac.
- Bryum microchaeton  Hampe
- Bryum miniatum  Lesq.
- Bryum muehlenbeckii  Bruch & Schimp. in B.S.G.
- Bryum nitidulum  Lindb.
- Bryum oblongum  Lindb.
- Bryum pallens  (Brid.) Sw. in Röhl.
- Bryum pallescens  Schleich. ex Schwaegr.
- Bryum pseudocapillare  Besch.
- Bryum pseudotriquetrum  (Hedw.) Gaertn. et. al.
- Bryum purpurascens  (R. Br.) Bruch & Schimp. in B.S.G.
- Bryum pyriferum  Crundw. & H. Whiteh.
- Bryum radiculosum  Brid.
- Bryum reedii  Robins.
- Bryum riparium  Hag.
- Bryum rubens  Mitt.
- Bryum ruderale  Crundw. & Nyh.
- Bryum rutilans  Brid.
- Bryum salinum  Hag. ex Limpr.
- Bryum schleicheri  Schwaegr.
- Bryum stirtonii  Schimp.
- Bryum subapiculatum  Hampe
- Bryum subneodamense  Kindb.
- Bryum tenuisetum  Limpr.
- Bryum teres  Lindb.
- Bryum turbinatum  (Hedw.) Turn.
- Bryum uliginosum  (Brid.) Bruch & Schimp. in B.S.G.
- Bryum violaceum  Crundw. & Nyh.
- Bryum warneum  (Röhl.) Bland. ex Brid.
- Bryum weigelii  Spreng. in Biehler
- Bryum wrightii  Sull. & Lesq.

Selon NCBI (28 avril 2010) :
- Bryum amblyodon
- Bryum apiculatum
- Bryum arachnoideum
- Bryum arcticum
- Bryum argenteum
- Bryum barnesii
- Bryum bicolor
- Bryum billardierei
- Bryum bornholmense
- Bryum caespiticium
- Bryum caucasicum
- Bryum cellulare
- Bryum clavatum
- Bryum coronatum
- Bryum cyathiphyllum
- Bryum dunense
- Bryum dyffrynense
- Bryum funckii
- Bryum gemmiferum
- Bryum gemmilucens
- Bryum gemmiparum
- Bryum kikuyuense
- Bryum klinggraeffii
- Bryum mildeanum
- Bryum neodamense
- Bryum neodamense × Bryum pseudotriquetrum
- Bryum pachytheca
- Bryum paradoxum
- Bryum preissianum
- Bryum pungens
- Bryum radiculosum
- Bryum recurvulum
- Bryum rubens
- Bryum ruderale
- Bryum russulum
- Bryum sauteri
- Bryum stenotrichum
- Bryum subapiculatum
- Bryum tenuisetum
- Bryum versicolor
- Bryum violaceum
- Bryum yuennanense